# Saint-Honoré (Québec)
Saint-Honoré è un comune del Canada, situato nella provincia del Québec, nella regione di Saguenay-Lac-Saint-Jean.